# Historia de Espita
La historia de Espita es la sucesión de hechos acontecidos dentro de la villa de Espita, ubicada en el oriente de Yucatán, México.
Durante la época prehispánica, el sitio donde hoy se levanta el poblado perteneció a la provincia de los cupules, donde más tarde, con la llegada de los españoles, se fundaría la actual localidad y se establecería el sistema de encomienda durante 1549, mismo que sería depuesto en 1785. Desde la colonización se construyeron vastos edificios, entre los que destaca la iglesia dedicada a San José y las casas de la plaza central.
En el siglo XIX, la villa albergaba algunas de las más importantes haciendas maíceras del estado; debido a su auge económico y el impulso a la cultura, Espita fue considerada como uno de los focos culturales de Yucatán, por lo que fue conocida con el apodo de "La Atenas de Yucatán".
Durante la primera mitad del siglo XX, la villa vivió notables cambios políticos y sociales desencadenados por las políticas que le siguieron a la revolución mexicana; hacia la segunda mitad del siglo XX, la localidad vivió una decadencia en su desarrollo debido en gran parte al cierre de las haciendas y el consecuente declive de su economía.

## Época prehispánica
El Chilam Balam de Chumayel afirma que los itzáes pasaron por el pequeño poblado llamado "Xppitah", entre los años 462 y 522, antes de establecerse en Chichén Itzá, en esa época la localidad debió ser, tal vez, un pequeño asentamiento de trabajadores, pues no cuenta con centros ceremoniales de importancia o edificaciones relevantes para la cultura maya. Justo antes de la conquista española, el sitio en el que hoy se levanta la villa perteneció a la provincia de los cupules, y estaba subordinado al batab de Ek Balam.
La provincia (o cacicazgo) de los Cupules era considerada como una de las zonas más densamente pobladas durante la llegada de los españoles, pues se estima que ahí habitaban alrededor de 20 mil pobladores, así como ser una de las regiones más extensas en las que se encontraba dividido Yucatán.

## Época colonial

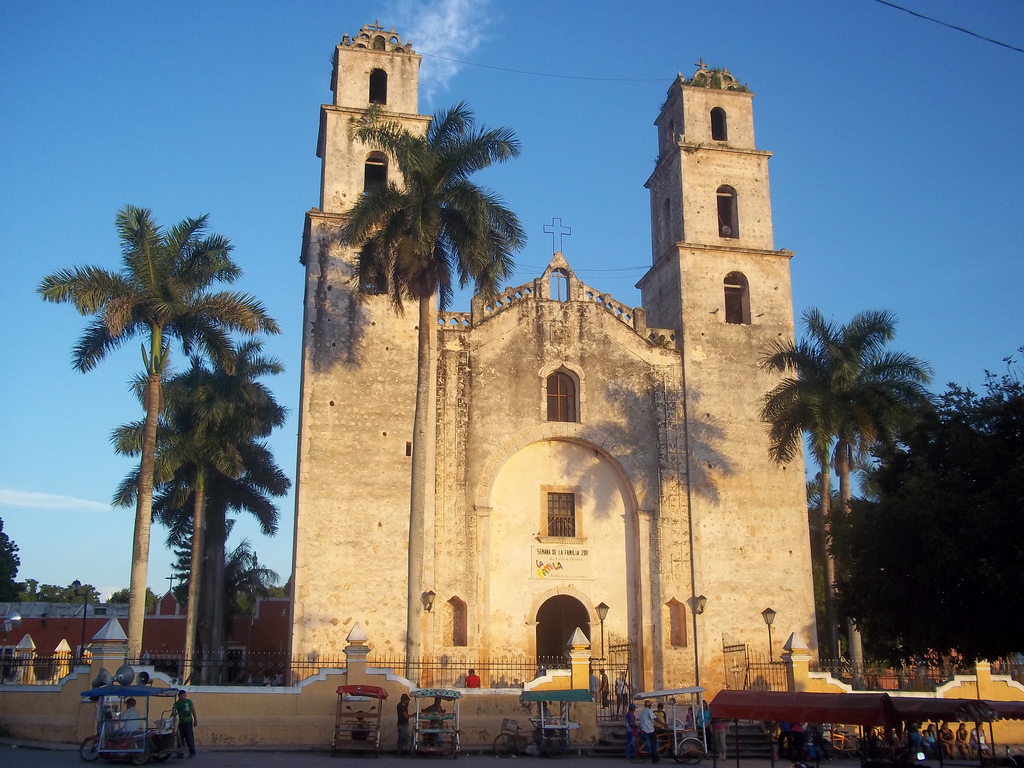
Iglesia de San José al atardecer.

Espita, como localidad colonial, fue fundada durante la conquista de Yucatán, a mediados de la década de 1540.[cita requerida] En 1549 se estableció el sistema de encomienda en la villa, poco tiempo después de haberse fundado esta población; algunos de sus principales titulares fueron Luis de Baeza (1565), Juan de Granado Baeza (1607), Sancho Ortiz del Puerto (1655), Martín Ortiz del Puerto (1666) y Alonso del Puerto (1688). Las encomiendas no interrumpieron el proceso productivo indígena, pues el encomendero sólo se limitaba a la cobranza de los tributos impuestos.
A principios del siglo XVII fue construida la iglesia dedicada a San José, santo patrón de Espita desde 1568; La iglesia se incendió el 3 de mayo de 1738 y fue reconstruida años más tarde.
A mediados del siglo XVIII, tuvo lugar una importante migración de familias españolas hacia Espita, encabezaba el capitán de la milicia provincial Don Pedro Bernardino Peniche; junto con la familia Peniche inmigraron otras familias como los Erosa, Patrón, López y Rosado. Más tarde, en 1785, fueron suprimidas las encomiendas en Yucatán por cédula real, y el entonces encomendero de Espita, Francisco de Cosgaya, recibió 346 pesos y 7 reales como indemnización.
En 1789, el poblado fue registrado por primera vez en un censo de población con 1654 habitantes y como parte de la Subdelegación de Tizimín y Chancenote.

## sigloXIX

### Primera mitad delsigloXIX

#### Independencia de México
A principios del siglo XIX, la exigencia de maíz para abastecer a la creciente población de Mérida, sumada a la desarticulación económica que provocó la independencia de México —pues el estado había perdido a su principal socio comercial, La Habana, que seguía bajo dominio español— llevó a los españoles dueños de las estancias ganaderas a producir cultivos para abastecer a la población, iniciando la formación de las haciendas. Los hacendados comenzaron a retener a los trabajadores —también llamados peones— mediante endeudamientos paulatinos, pues los impuestos, alimentación y muchas de sus necesidades eran pagadas por los terratenientes.
En 1825, tras la organización interna de Yucatán, el territorio pasó a formar parte del partido de Tizimín. Hacia el 30 de noviembre de 1840, Espita se colocó como cabecera del partido homónimo creado el mismo año. Este cambio político se debió principalmente al desarrollo económico y al crecimiento demográfico, pues Espita había incrementado notablemente su producción agrícola y triplicado su población entre 1800 y 1845.

#### Guerra de Castas

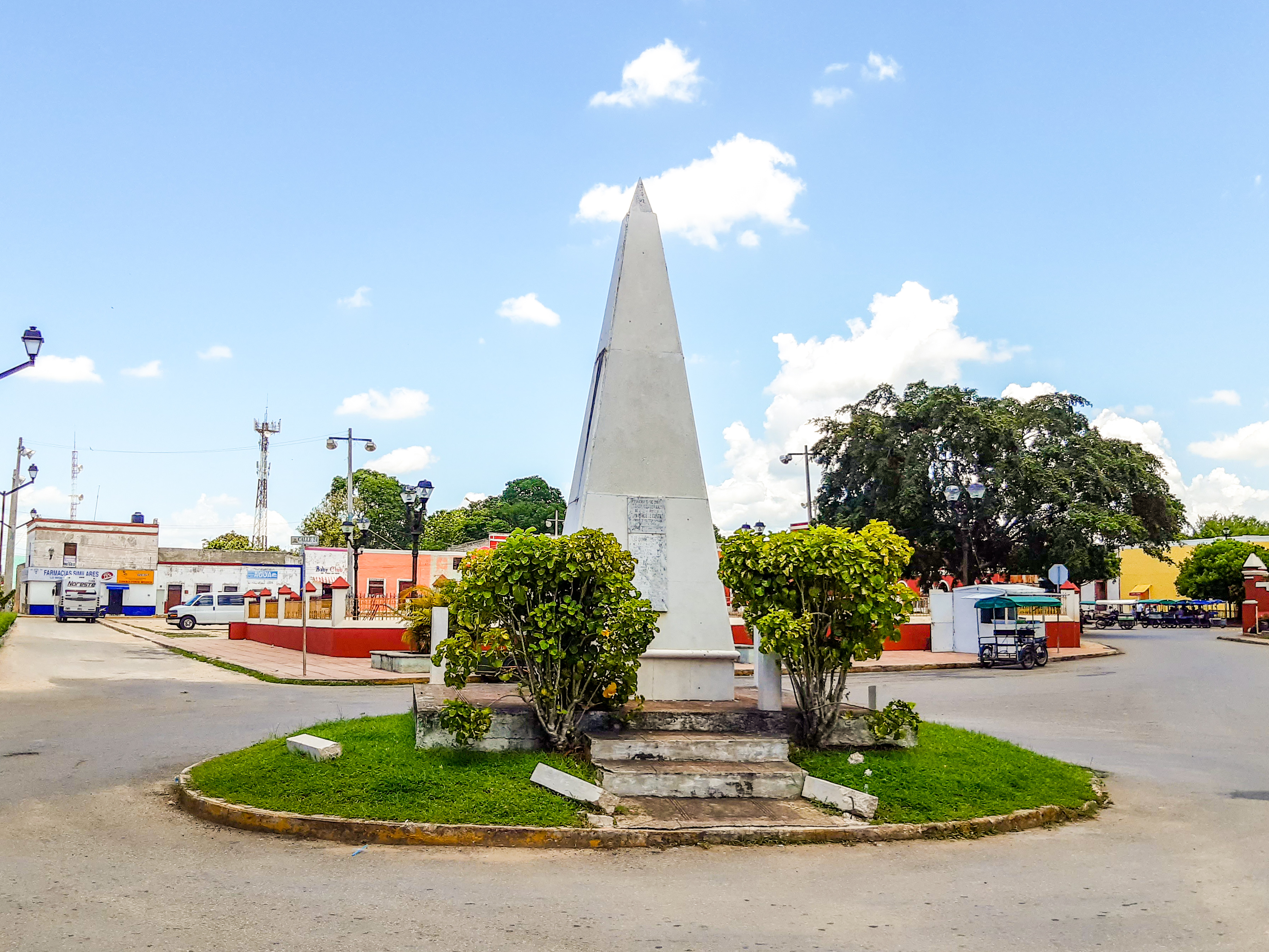
Obelisco dedicado a los Quince Grandes de Espita.

En 1845 se tenían registradas 37 haciendas donde se destacaba la producción de caña de azúcar, este número de haciendas se incrementó a 41 en 1862, aún en plena Guerra de Castas, la cual había acabado con 110 de las 117 haciendas que tenía Valladolid en ese mismo período. Debido a la producción henequenera en las haciendas del poniente en Yucatán, las haciendas del oriente y sur del estado se definieron como productoras y abastecedoras de maíz para el consumo interno y las exportaciones de la región.
La Guerra de Castas tuvo un episodio en Espita el 15 de febrero de 1848, donde los indígenas sublevados la invadieron y quince espiteños defendieron al pueblo ante el ataque en lo que se conoce como la Gesta heroica de los Quince Grandes de Espita.

### Segunda mitad delsigloXIX
En 1852, el 29 de abril, la Honorable Legislatura del Estado elevó al pueblo de Espita a la categoría de Villa. En esa misma fecha y a raíz de haberse erigido en villa, las autoridades municipales decidieron dotarle de un escudo de armas oficial.

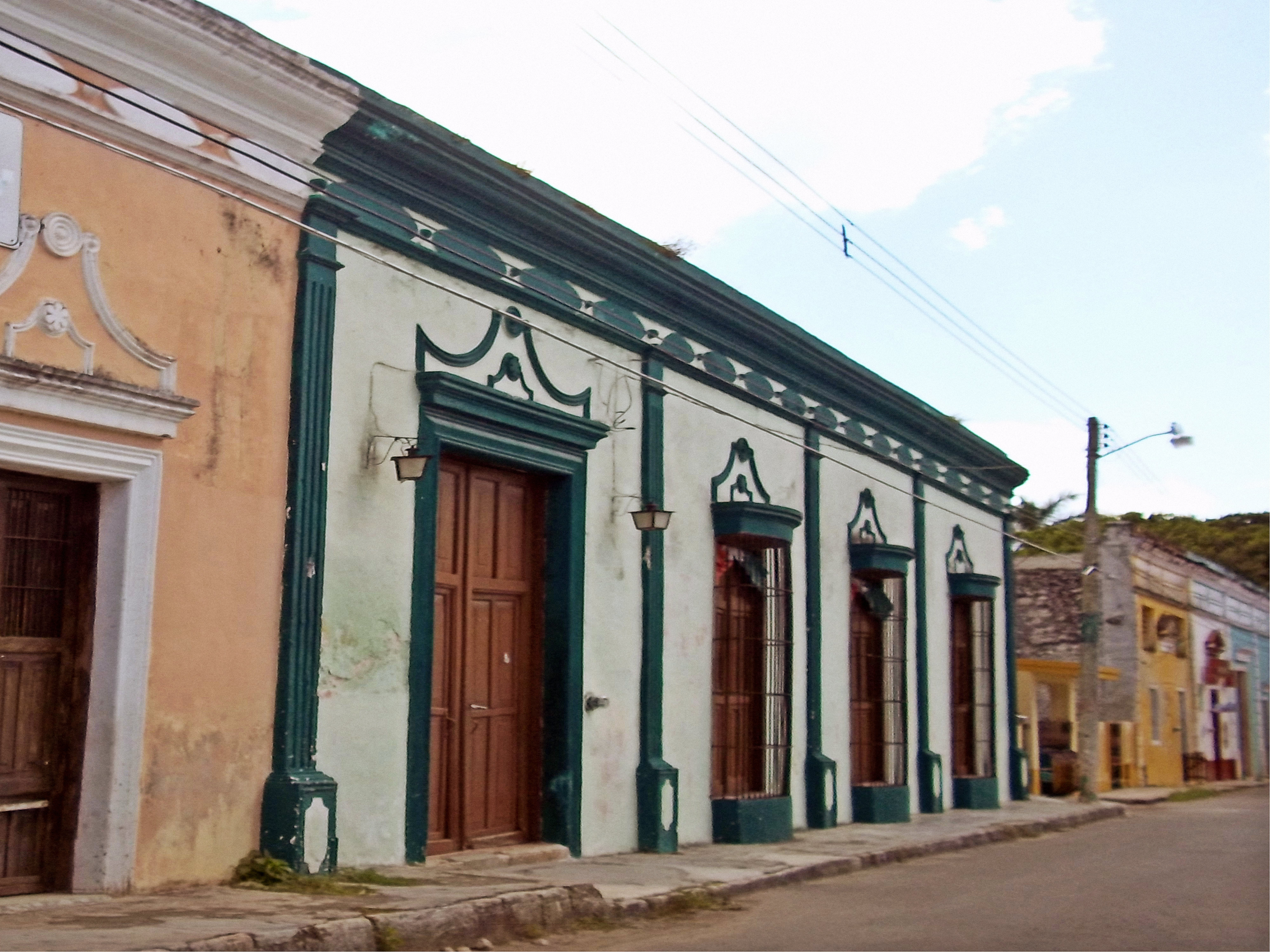
Sociedad Progreso y Recreo.

Durante el siglo XIX, Espita fue considerado como uno de los focos culturales de Yucatán, debido a su impulso editorial y organización de sociedades literarias y teatrales; una muestra de esto fue la fundación de la Sociedad Progreso y Recreo el 16 de septiembre de 1870, considerada como una de las sociedades artísticas, culturales y recreativas más antiguas en el estado y el país.
En 1870, después de un siglo de la inmigración española en Espita, la familia Peniche era dueña del 35% de las propiedades urbanas en la villa y el 50% de las estancias agrícolas. A finales del siglo XIX, Olegario Molina, considerado el personaje más conspicuo de la denominada Casta divina, adquirió grandes extensiones de terrenos en Espita para la explotación agrícola. Molina, junto con los hacendados Juan López Peniche, Alfonso Peniche Sauri, Urbano Góngora, Francisco Peniche López y José Isaac Peniche López tenían a su cargo 20 662 hectáreas en territorio espiteño.
El 15 de septiembre de 1876, el H. Ayuntamiento del municipio cambió el nombre de la villa por el de Espita de Peniche Gutiérrez. Mismo que, hasta la fecha, no se utiliza por completo en ningún documento oficial.

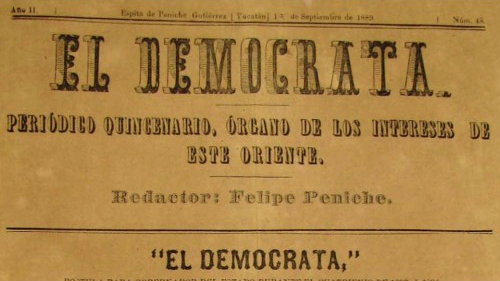
Portada de "El Demócrata", publicado alrededor de 1880 en Espita.

El quincenario "El Demócrata" fue una publicación periódica que era editada en Espita en los años comprendidos de 1877 a 1879 y de 1906 a 1913. El quincenario era propiedad de José Catarino Peniche, mismo que era parte de la burocracia porfirista estatal. José Catarino Peniche fue reemplazado por Marcos Peniche Navarrete en la dirección y propiedad del quincenario durante el inicio del siglo XX, y fue quien en enero de 1910 asumió la presidencia del ayuntamiento de Espita y más tarde clausuró su publicación.
De 1883 a 1900, los peones endeudados en las haciendas del partido de Espita habían pasado de ser 967 a 2897. Este pronunciado aumento se debió principalmente a que una parte de la producción de las haciendas era destinada al consumo de sus trabajadores, así como las prestaciones para sus necesidades de salud y subsistencia.

## sigloXX

### Primera mitad delsigloXX

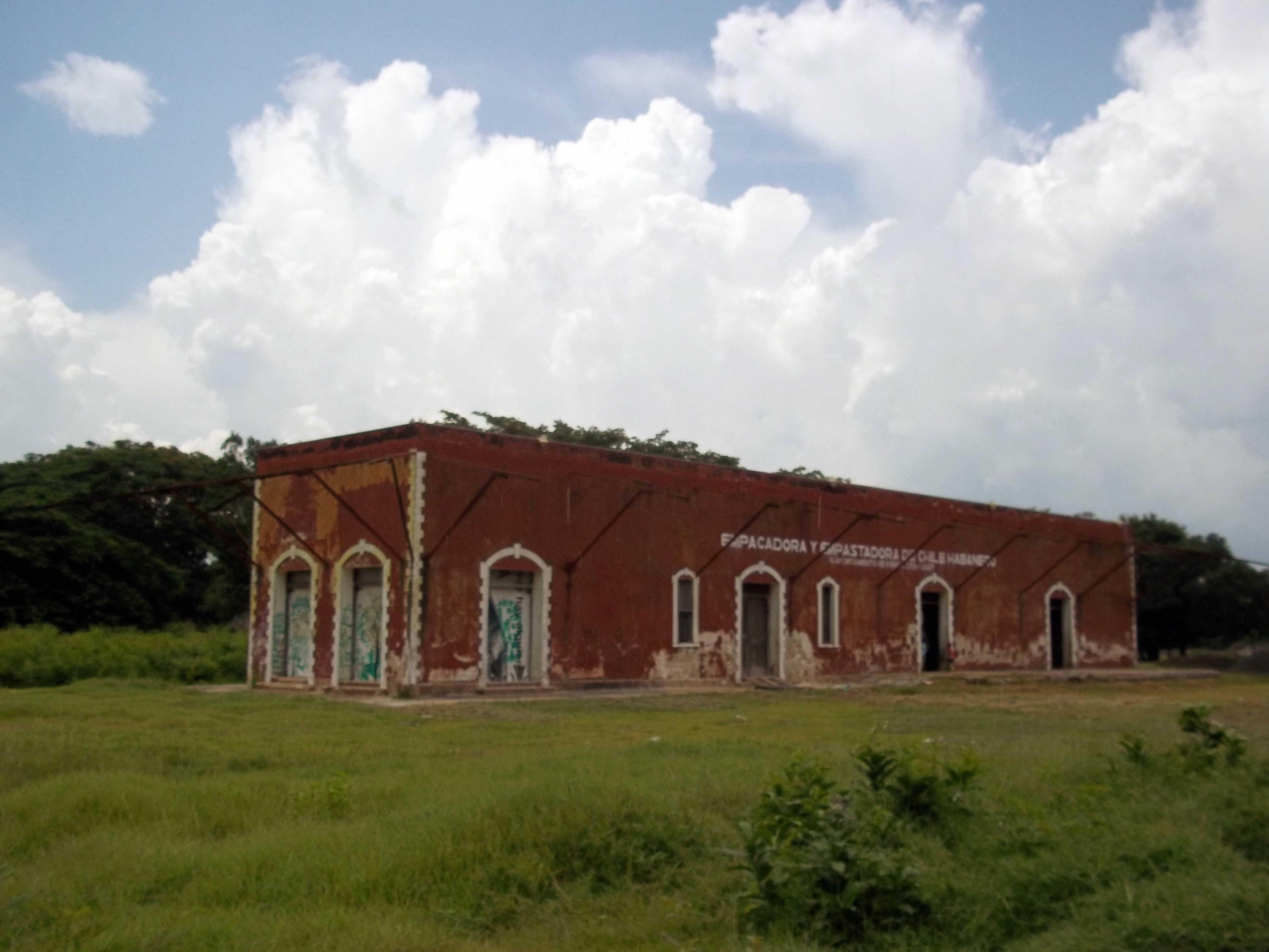
Antigua estación de ferrocarriles.

Como parte de la obra Marista en Yucatán, en 1901 fue inaugurado un colegio católico para niñas propiedad de los Hermanos Maristas, que llevó por nombre “La Sagrada Familia”, este colegio sería expropiado por el gobierno estatal en 1915 y en el edificio donde se encontraba se fundó la primaria “Cecilio Chí” años más tarde.[cita requerida]
En 1905 se construyó el ramal del ferrocarril a Espita, luego, el 3 de noviembre de 1907 llegó por primera vez un transporte de este tipo a la población; para esa fecha también fue inaugurado el Teatro Progreso y Recreo y esa misma noche se utilizó por primera vez en la población un servicio de luz con el sistema de alambre hueco que conducía aceite. El ferrocarril facilitó la comunicación entre Espita y Mérida y permitió la exportación del maíz espiteño hacia el interior del país.

#### Revolución mexicana
Durante los primeros años de la revolución mexicana, Yucatán no fue escenario de combates ni movimientos de masas organizadas, por lo que hasta 1914 el acontecimiento se había limitado a un cambio de personal en el aparato de gobierno local y puede considerarse a esos 4 años una prolongación del porfiriato en la sociedad yucateca. En agosto de 1914, Venustiano Carranza nombró a Eleuterio Ávila como comandante militar y gobernador del estado de Yucatán; Ávila declaró nulas las deudas de los trabajadores rurales de las haciendas el 11 de septiembre de 1914, sin embargo, la ley no fue aplicada hasta el gobierno de Salvador Alvarado, quien había sido nombrado comandante militar durante el proceso revolucionario en Yucatán y fue nombrado como gobernador de Yucatán en 1915. La imposición del constitucionalismo llevó a que la iglesia de San José fuera convertida en cuartel militar y fueran suspendidos los actos religiosos, por lo que la imagen del Niño Dios, santo patrón del pueblo, fue llevada de casa en casa dentro de la villa y los habitantes acudían ahí para rezarle; en el interior de las haciendas, los peones comenzaron a abandonarlas para instalarse en el poblado mientras que otros se quedaron en ellas a costa de un aumento de salario y prestaciones; los gastos en salarios obligaron a las haciendas a disminuir las extensiones de sus cultivos y a su abandono paulatino, por lo que la villa tuvo que empezar a importar los productos que antes eran abastecidos por las haciendas. A raíz de todos los cambios políticos sucedidos, los cargos públicos empezaron a ser ocupados por pequeños comerciantes y profesionistas locales, quienes sustituyeron a los privilegiados en los manejos públicos y políticos.
El 24 de abril de 1914, por medio del decreto 105 del gobernador Prisciliano Cortés, se elevó a la categoría de ciudad a nueve cabeceras municipales, entre ellas la villa de Espita, este decreto fue declarado nulo meses más tarde por el entonces recién electo gobernador Eleuterio Ávila, por lo que Espita volvió a su categoría de villa.

#### Años posteriores a la revolución
Alberto Montes Molina, hijo de Avelino Montes y una de las hijas de Olegario Molina, era el último hacendado de la hacienda Actunkú y fue quien clausuró la hacienda en 1929 a causa de la crisis económica de 1929 y los problemas locales entre autoridades y hacendados surgidos tras las reformas propiciadas por la revolución mexicana.
Durante 1929, Augusto César Sandino, autor de la Revolución Sandinista de Nicaragua radicó en la villa de Espita; Sandino visitó la hacienda Santa Cruz Regadío y recibió posada en casa de Alfonso Peniche Sauri, frente a la plaza de toros “Juan José Méndez”, su viaje a Yucatán tenía como intención una entrevista con el presidente de México para solicitar apoyo a la causa rebelde que él representaba en Nicaragua.
El 22 de diciembre de 1933, fue asesinado el entonces alcalde de Espita, Domingo Peniche Patrón. Este suceso fue un reflejo de las tensiones locales que provocaron el cierre de la hacienda Actunkú, la más grande de la población y que empleaba alrededor de 500 personas. En 1939, la primera escuela primaria mixta de la villa es fundada con el nombre de “Manuela Olivares”, en honor a la fundadora del “Liceo de las Mercedes” de 1868, la primera escuela para niñas en Espita.[cita requerida]
A partir de la década de 1940, con apoyo gubernamental, los pequeños propietarios encontraron en la ganadería a gran escala una nueva actividad económica para hacerle frente al declive económico, sin embargo, el desarrollo fue más benéfico para los terrenos vecinos a Tizimín y Panabá, donde los ejidatarios espiteños encontraron una mayor fuente de ingresos.

### Segunda mitad delsigloXX
El 5 de febrero de 1950, en honor a este hecho histórico en la villa y a petición del Museo Pedagógico de Espita, la Sociedad Progreso y Recreo construyó el obelisco dedicado a los Quince Grandes de Espita.[cita requerida]
El 3 de octubre de 1994, se instaló en Espita un plantel del Colegio de Estudios Científicos y Tecnológicos del Estado de Yucatán (Cecytey).

## sigloXXI

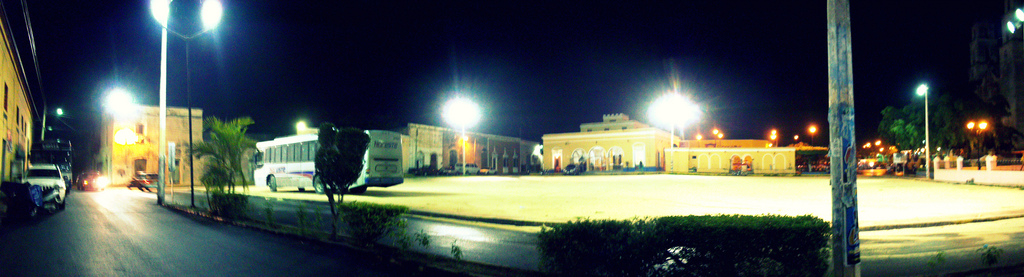
Panorámica de la plaza de toros “Juan José Méndez”, con el mercado municipal al fondo.

El 23 de septiembre de 2012, en colaboración con la Secretaría Estatal de la Cultura y las Artes (SECAY) volvieron a organizarse retretas dominicales en el centro de la población, costumbre histórica que llevaba décadas de haber sido suspendida, y cuya máxima expresión se alcanzó durante la primera mitad del siglo XX.
El 25 de septiembre de 2012 la Secretaría de Desarrollo Urbano y Medio Ambiente (SEDUMA) oficializó la declaratoria y el reglamento de la Zona de Patrimonio Cultural de la localidad, misma que delimita y reglamenta las construcciones del Centro Histórico de la villa para salvaguardar su integridad, esto con el objetivo de convertir a Espita en uno de los Pueblos Mágicos de México. A marzo de 2013, 1200 edificios estaban catalogados como de tipo colonial en la villa.